# Ophiomusium longispinum
Ophiomusium longispinum är en ormstjärneart som beskrevs av Jean Baptiste François René Koehler 1930. Ophiomusium longispinum ingår i släktet Ophiomusium och familjen Ophiolepididae. Inga underarter finns listade i Catalogue of Life.